# West Tarbert
West Tarbert är en by på West Loch Tarbert i Kintyre, Argyll and Bute, Skottland. Byn är belägen 2 km från Tarbert. Fram till 1978 fanns en färjetrafik till Islay.